# Tetracanthella bescidica
Tetracanthella bescidica is een springstaartensoort uit de familie van de Isotomidae. De wetenschappelijke naam van de soort is voor het eerst geldig gepubliceerd in 1993 door Potapov & Kaprus.